# Itas/Gadau
Itas/Gadau è una città della Repubblica Federale della Nigeria appartenente allo Stato di Bauchi. 
È il capoluogo dell'omonima area a governo locale (local government area) che si estende su una superficie di 1.398 km² e conta una popolazione di 229.996 abitanti.